# Melanagromyza subvirens
Melanagromyza subvirens este o specie de muște din genul Melanagromyza, familia Agromyzidae. A fost descrisă pentru prima dată de Malloch în anul 1915. Conform Catalogue of Life specia Melanagromyza subvirens nu are subspecii cunoscute.